# Захарий Митиленски
Захарий Митиленски (на латински: Zacharias Scholasticus; на гръцки: Ζαχαρίας Σχολαστικός, Ζαχαρίας ο Ρήτωρ; * ок. 465 при Газа; † сл. 536), известен и като Захарий Схоластик, Захарий Ритор, е късноантичен епископ и християнски църковен историк от 6 век.
Вероятно е брат на Прокопий Газски (465-528, християнски софист и ритор).
Захарий от Митилини е роден близо до град Газа, където през късната античност се намира известно училище по реторика. Там той учи в началото, а през 485 г. отива в Александрия, където две години учи философия. В Александрия той участва в стълкновенията между християни и неверници. Там той среща Север (или Севир), който по-късно става патриарх на Антиохия. Захарий се кръщава и през 487 г. заминава за Бейрут, за да следва право в тамошния университет. Той пътува до Палестина и остава в Бейрут до 491 г., където води доста аскетичен живот. По-късно се преселва в Константинопол и дълго време работи като адвокат. Като умерен монофизит, иска да постъпи в манастир.
Благодарение на добрите си връзки с императорския двор е назначен за епископ на Митилини. През 536 г. Захарий участва в синода в Константинопол.
Захарий пише множество произведения на старогръцки език, между тях една Църковна история (Historia ecclesiastica) към края на 5 век. Книгата е посветена на духовника Евпраксий и описва годините от 451 до 491. Между другото Евагрий Схоластик използва книгата на Захарий за своята Църковна история.
Оригиналът на книгата му е загубен, но e запазена една съкратена преработка на сирийски от един монофизитски монах (Псевдо-Захарий) от Амида през 569 г. в 12 книги (томовете 3 до 6). Захарий е написал и биографии за духовниците монофизити, които е срещал, за Север и други.
Той е написал и множество полемични произведения против философa Амоний Хермий (Ammonios Hermeiou) или против манихеите.

## Издания и преводи
- Ernest Walter Brooks, Historia ecclesiastica Zachariae Rhetori vulgo adscripta. Louvain 1924.
- Maria Minniti Colonna, Zacaria Scolastico: Ammonio. Napoli 1973
- Geoffrey B. Greatrex, The Chronicle of Pseudo-Zachariah Rhetor: Church and War in Late Antiquity (Translated Texts for Historians). Liverpool University Press, Liverpool 2011